# Horabagrus nigricollaris
Horabagrus nigricollaris е вид лъчеперка от семейство Bagridae. Видът е критично застрашен от изчезване.

## Разпространение
Разпространен е в Индия (Керала).